# كهف العجائب (كرومدراي)
كهف العجائب، في كرومدراي، خاوتينغ، جنوب إفريقيا، هو ثالث أكبرغرفةٍ كهفية في البلاد. تبلغ مساحة الغرفة 46,000 متر مربع (500,000 قدم مربع)، وهي 125 × 154 مترًا (410 × 505 قدمًا).
اِكتُشِف في أواخر القرن التاسع عشر من قبل عمال المناجم الذين قاموا بتفكيك الحجر الجيري بالديناميت وحفره لصنع الأسمنت. توقف التعدين خلال حرب البوير الثانية ولم يستأنف قط.
يحتوي الكهف على حوالي 14 تشكيلًا من الهوابط والصواعد يصل ارتفاعها إلى 15 مترًا، 85 ٪ منها لا تزال تنمو. الكهف الذي يبلغ عمقه 60 مترًا يمكن للزوار الوصول إليه عن طريق المصعد، ويقع داخل محمية ريبنو أند ليون الطبيعية، في مهد البشرية، أحد مواقع التراث العالمي.

## صور

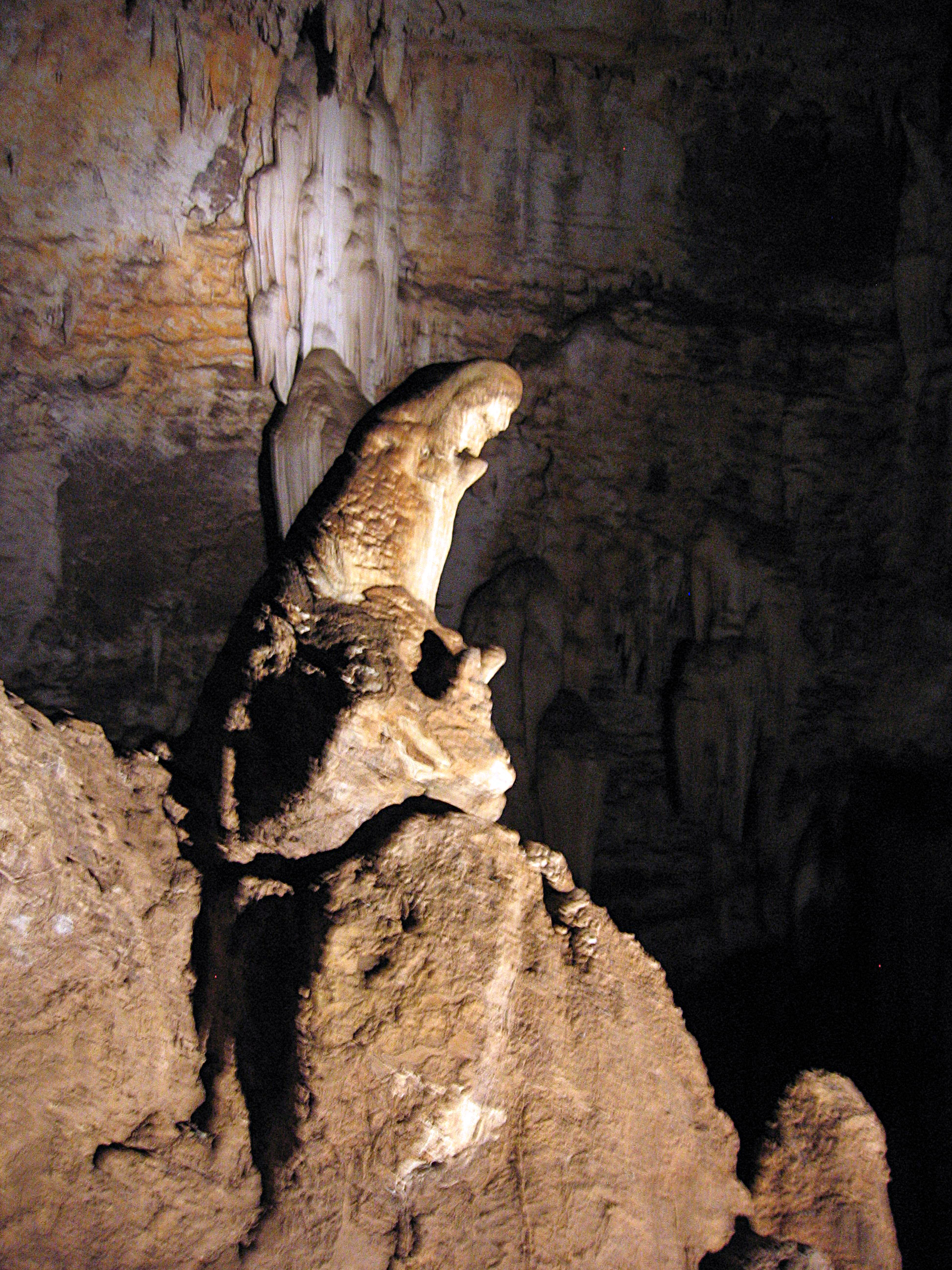
ماري المصلية
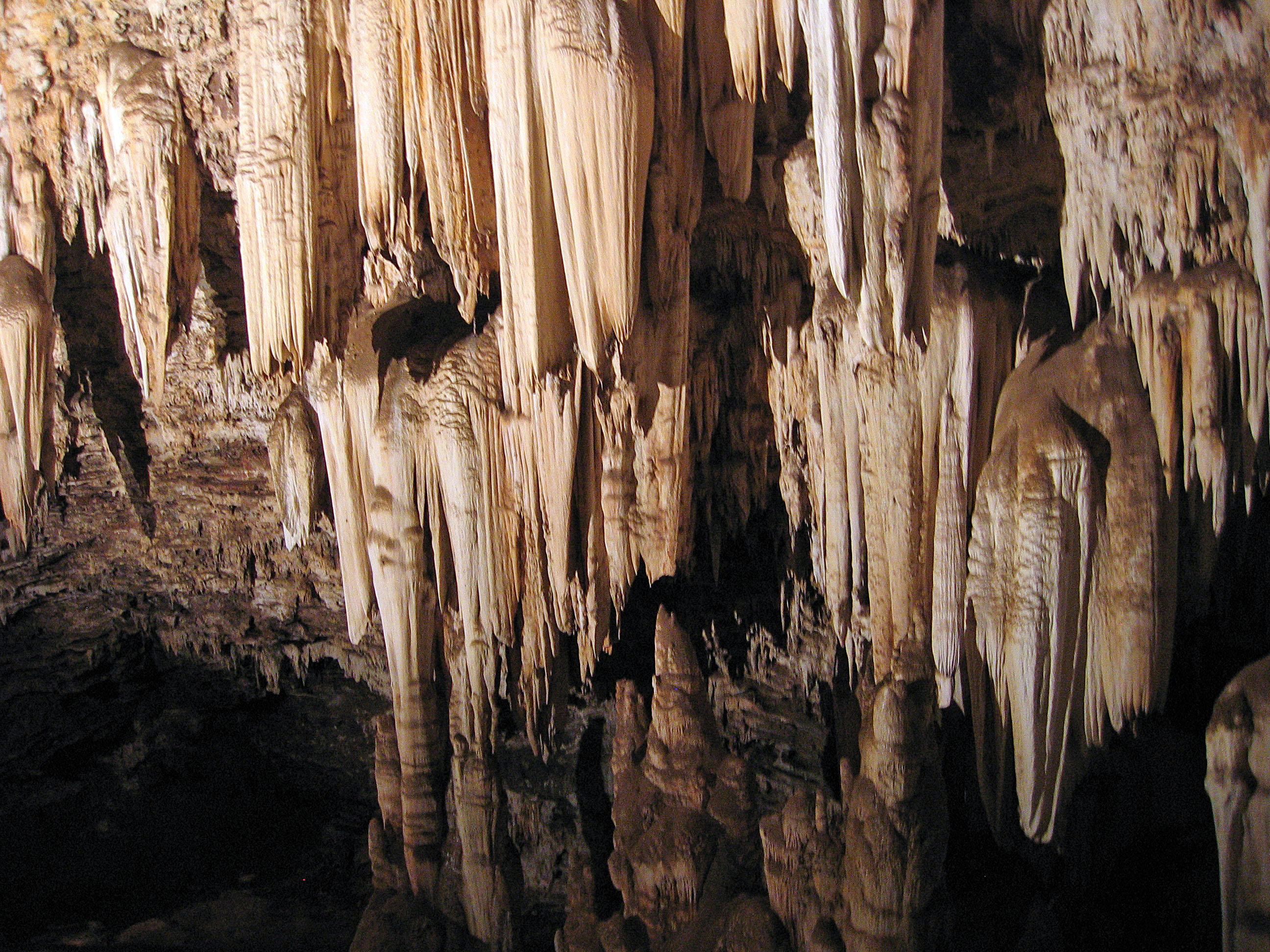
الصواعد والهوابط